# Daria Dughina
Daria Aleksandrovna Dughina (în rusă Дарья Александровна Дугина; n. 15 decembrie 1992, Moscova, Rusia – d. 20 august 2022, Bolshie Vyazyomy⁠(d), Moscova, Rusia) a fost o jurnalistă și activistă rusă, fiica filozofului politic Aleksandr Dughin. Daria a fost ucisă când un dispozitiv exploziv a detonat mașina sa care se afla în mers.

## Carieră
După absolvirea universității, a lucrat ca jurnalist, scriind pentru furnizorul de media controlat de guvern Russia Today și pentru canalul pro-Kremlin Tsargrad, folosind pseudonimul Daria Platanova. Daria era afiliată Mișcării Internaționale Eurasiatice și a fost comentator politic pentru aceasta.
Conform Departamentului Trezoreriei Statelor Unite ale Americii, care a adăugat-o pe lista de sancțiuni pe 3 martie 2022, aceasta a fost editor-șef al unui website de dezinformări numit United World International, website care specifică faptul că ar fi deținut de aliatul lui Vladimir Putin, Evgheni Prigojin, care controlează, de asemenea, organizația paramilitară sprijinită de stat numită Grupul Wagner. Dughina a declarat că este un jurnalist obișnuit și că nu ar trebui sa fie sancționată.
Daria Dughina a fost o susținătoare deschisă a invaziei rusești în Ucraina din 2022. În mod deosebit a pretins despre crimele comise de armata rusă în Ucraina împotriva civililor că ar fi falsificate. În iunie 2022 a vizitat orașele ocupate Donețk și Mariupol. A fost sancționată de guvernul britanic pe 4 iulie 2022, care a acuzat-o că este un „contributor frecvent și de profil înalt al dezinformărilor legate de Ucraina și de invazia rusă a Ucrainei pe diferite platforme online”, aceasta răspunzând că este un jurnalist obișnuit și ca nu ar trebui sancționată.